# V Volantis
V Volantis är en pulserande variabel av Mira Ceti-typ (M) i stjärnbilden Flygfisken.
Stjärnan har en fotografisk magnitud som varierar mellan +10,5 och lägre än 13,3 med en period av 237,5 dygn.